# Tom Clancy's Rainbow Six: Shadow Vanguard
Tom Clancy's Rainbow Six: Shadow Vanguard est un jeu vidéo de tir à la première personne, développé et édité en 2011 par Gameloft, et sorti exclusivement sur Android, iOS et Xperia Play. Le jeu fait partie de la série Rainbow Six.

## Accueil
- Gamekult : 6/10[1]
- IGN : 6,5/10[2]
- Jeuxvideo.com : 13/20[3]
- Pocket Gamer : 6/10[4]
- TouchArcade : 3,5/5[5]